# Ludovico Cavallo
Ludovico Cavallo (1641 – Napoli, 1681) è stato un editore e stampatore italiano attivo a Napoli dal 1656 al 1681.
Pubblicò, tra l'altro, nel 1677 Historia della famiglia Blanch scritta da d. Camillo Tutini napoletano, col supplimento del signor Carlo De Lellis e 
Il Cenacolo di Christo Discorsi Divotissimi Sopra IL SS. SACRAMENTO Distribuiti à gl'Apostoli Composti dal padre Antonio Canofilo di Sulmona.
Dal 1674 fu autorizzato alla pubblicazione di gazzette e avvisi.
Nel 1681 pubblica La virtu vilipesa, ouero il trionfo dell'ignoranza, di d. Bonaventura Tondi, da Gubbio, monaco Oliuetano e stampò il giornale settimanale Avvisi e Relationi di tutte le parti del Mondo.